# Triple Crown (passgångssport)
Triple Crown är ett stort evenemang inom nordamerikansk passgångssport, och består av tre separata lopp som ursprungligen löps av 3-åriga hästar. Termen används även inom galoppsport och travsport.

## Lopp
Triple Crown eller Triple Crown of Harness Racing for Pacers består av följande lopp: 
1. Cane Pace, som körs på Meadowlands Racetrack i East Rutherford, New Jersey[1]
2. Messenger Stakes, som körs på Yonkers Raceway i Yonkers, New York[2]
3. Little Brown Jug, som körs på Delaware County Fairgrounds Racetrack i Delaware, Ohio[3]

## Hästar som vunnit Triple Crown
Tio hästar har lyckats med bedriften att vinna Triple Crown sedan 1956.
| Nr | Häst             | År   | Kusk            | Tränare          |
| -- | ---------------- | ---- | --------------- | ---------------- |
| 1  | Adios Butler     | 1959 | Clint Hodgins   | Paige H. West    |
| 2  | Bret Hanover     | 1965 | Frank Ervin     | Frank Ervin      |
| 3  | Romeo Hanover    | 1966 | George Sholty   | Jerry Silverman  |
| 4  | Rum Customer     | 1968 | Billy Haughton  | Billy Haughton   |
| 5  | Most Happy Fella | 1970 | Stanley Dancer  | Stanley Dancer   |
| 6  | Niatross         | 1980 | Clint Galbraith | Clint Galbraith  |
| 7  | Ralph Hanover    | 1983 | Ron Waples      | Stewart Firlotte |
| 8  | Western Dreamer  | 1997 | Michel Lachance | William Robinson |
| 9  | Blissful Hall    | 1999 | Ronald Pierce   | Benjamin Wallace |
| 10 | No Pan Intended  | 2003 | David Miller    | Ivan Sugg        |